# Partido Socialista de Lituania
El Partido Socialista de Lituania (en lituano: Lietuvos socialistų partija) fue un partido político marxista en Lituania. Fue formado el 26 de marzo de 1994. Los principales creadores del LSP fueron J. Sakalauskas, Albinas Visockas, que iba a ser elegido líder del partido recién formado en el primer congreso del partido LSP, y Michailas Bugakovas. En 1997, el exmiembro del Partido Democrático Laborista de Lituania Mindaugas Stakvilevičius fue elegido líder y permaneció así hasta 2006, cuando el 7º Congreso del LSP, el 28 de octubre de 2006, eligió al nuevo líder del partido, Giedrius Petružis, quien fue el líder hasta la fusión con el Partido Frente. El máximo órgano del partido fue el Congreso de la LSP, quién elegía el consejo del partido y la junta directiva.

## Plataforma del partido
El credo del programa del partido LSP era «Socialismo, democracia e independencia». El programa de LSP estaba orientado hacia el estado social de Lituania y lo que consideraba en el futuro sería hacia el nuevo socialismo. En la política exterior, el partido enfatizó la necesidad de una política consistente de neutralidad y relaciones buenas y amistosas con todos los estados, especialmente los demás países bálticos y los demás vecinos de Lituania. Económicamente apoyaba una economía de mercado regulada por el Estado y orientada socialmente, siendo las fuerzas y relaciones de producción el objetivo de la gestión. La presencia del mercado en el sistema se haría «en la medida de lo posible», con una regulación estatal según fuese necesaria. Consideraba los principios de la regulación estatal como el mejor incentivo para el desarrollo económico.

## Ideología del partido
La ideología del LSP se basó en la metodología del materialismo dialéctico, la teoría del marxismo y las ciencias sociales contemporáneas. Creía que los socialistas deberían disociarse inequívocamente de las teorías y prácticas estalinistas y totalitarias. El LSP propagó lo que creía que era el nuevo socialismo del siglo XXI.